# Forces armées austro-hongroises
Pour les articles homonymes, voir Wehrmacht (homonymie).
Les forces armées austro-hongroises (en allemand : Streitkräfte von Österreich-Ungarn, en hongrois : Osztrák–Magyar Fegyveres Erők) désignent l'ensemble des forces armées de l'Autriche-Hongrie. Elles se composaient des forces terrestres (Landstreitkräfte, Hadsereg), de la marine de guerre (Kriegsmarine, Haditengerészet) et de l'armée de l'air (Luftfahrtruppen, Légierően).

## Histoire

### Origines

#### L'armée impériale (Kaiserliche Armee)
L'armée austro-hongroise' puise directement ses origines dans ce qui fut pendant longtemps l'armée impériale (en allemand Kaiserliche Armee, en latin Exercitus Imperatoris (Romani)) du Saint-Empire. Véritable bras armé de la maison de Habsbourg, l'armée autrichienne eut la lourde tâche de défendre un territoire aussi immense que morcelé et dut pendant des siècles composer avec les ambitions impérialistes de puissants voisins tels que l'Empire ottoman, alors en pleine expansion vers le cœur de l'Europe. Si la guerre de conquête ottomane connut un premier coup d'arrêt à l'issue du Siège de Vienne de 1529, ce n'est qu'à la fin du XVIIe siècle que la menace fut définitivement écartée : le second Siège de Vienne de 1683 consacra la victoire de l'Autriche qui fut en mesure de repousser les Ottomans dans les Balkans. Par le biais du Traité de Karlowitz de 1699, les Habsbourg agrandirent le territoire autrichien en annexant la Hongrie ottomane ainsi que la Transylvanie.
La période qui s'ensuivit mit à nouveau à l'épreuve la monarchie de Habsbourg et son armée : la mort sans descendance du dernier Habsbourg espagnol Charles II porta en elle les germes de la Guerre de Succession d'Espagne, qui allait déchirer le continent européen pendant près d'une quinzaine d'années. La participation de nombreux États du Saint-Empire (notamment le Brandebourg et le Hanovre) aux côtés de l'Autriche permit à cette dernière de rassembler une armée impériale forte de 130 000 hommes. De plus, l'engagement du Prince Eugène de Savoie au côté du Saint-Empire permit aux Autrichiens de remporter une série de victoires sur la France du Roi-Soleil, notamment en Italie.

#### L'armée impériale autrichienne (Kaiserlich-Königliche Armee)
La fin du XVIIIe siècle entraîna l'Autriche dans les tourments des Guerres de la Révolution française, durant lesquelles l'armée impériale se retrouva peut-être face à son plus grand défi : Napoléon Bonaparte. Vaincue et humiliée par ce dernier à de nombreuses reprises, elle perdit de sa puissance et ne put empêcher l'invasion de l'empire des Habsbourg. L'affaiblissement du Saint-Empire romain puis sa dissolution en 1806 sonna le glas de la séculaire Kaiserliche Armee, et un besoin urgent de réformes se fit ressentir, notamment sous l'impulsion de Charles-Louis d'Autriche. L'occasion se présenta à la suite de la proclamation du nouvel Empire d'Autriche : l'archiduc s'inspira fortement du modèle napoléonien en créant des corps d'armée auxquels il adjoint une force de réserve (Landwehr), le tout renforcé par des troupes bien plus homogènes et fiables que sous l'antique Saint-Empire. Malgré de graves défaites (notamment à Wagram), la toute nouvelle armée impériale autrichienne (en allemand Kaiserliche-Königliche Armee) apprenait de ses erreurs et se révéla progressivement capable de tenir tête aux Français.
Après les révolutions de 1848 où l'armée impériale autrichienne doit affronter les forces indépendantistes, en particulier la Honvéd hongroise, l'Autriche subit plusieurs défaites lors de la guerre d'Italie de 1859 contre les Franco-Piémontais et la guerre austro-prussienne de 1866. Le Compromis austro-hongrois de 1867 rend une large autonomie à la Hongrie dans le cadre d'une association politique et militaire avec l'Autriche.

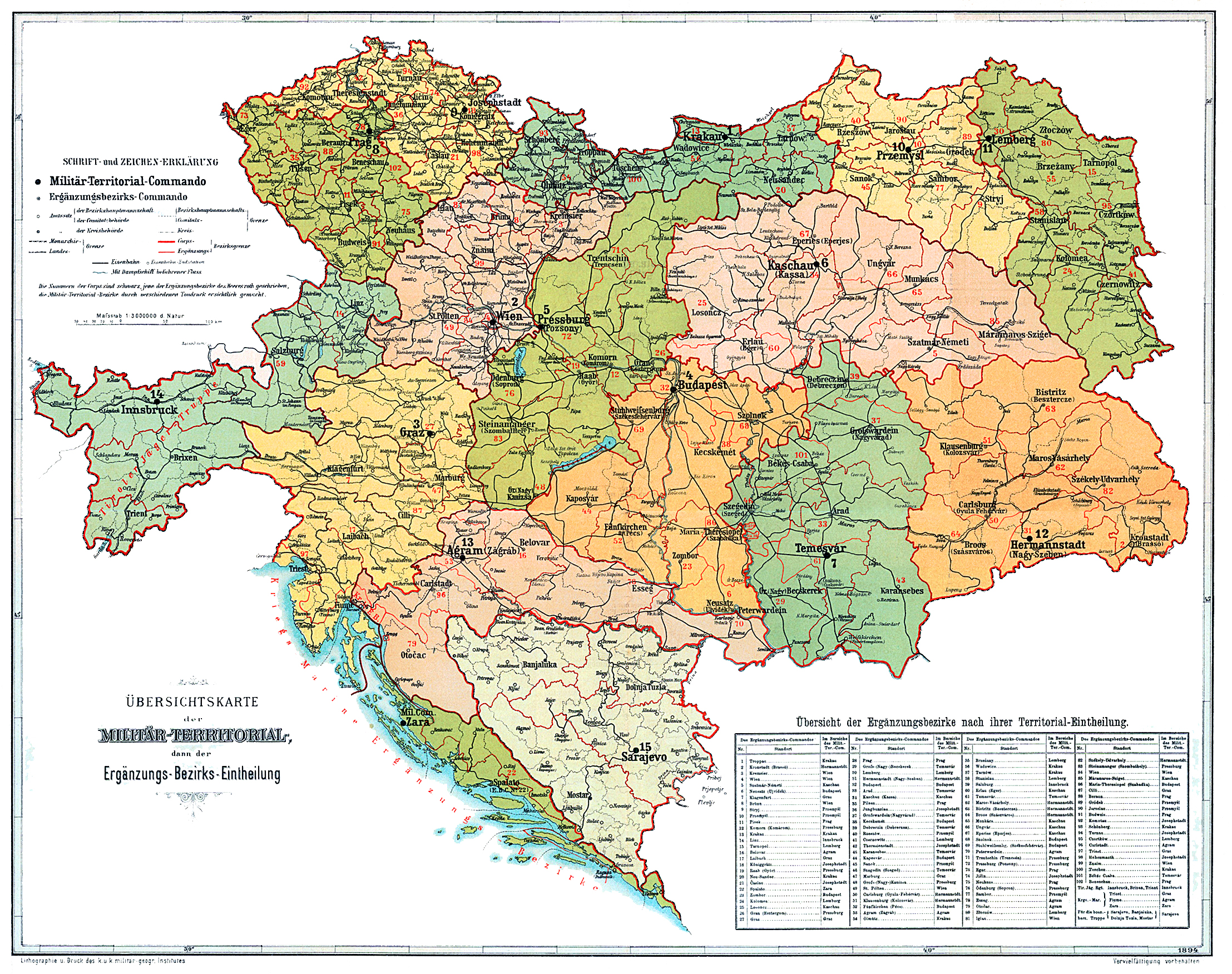
Les circonscriptions militaires de l'Autriche-Hongrie.

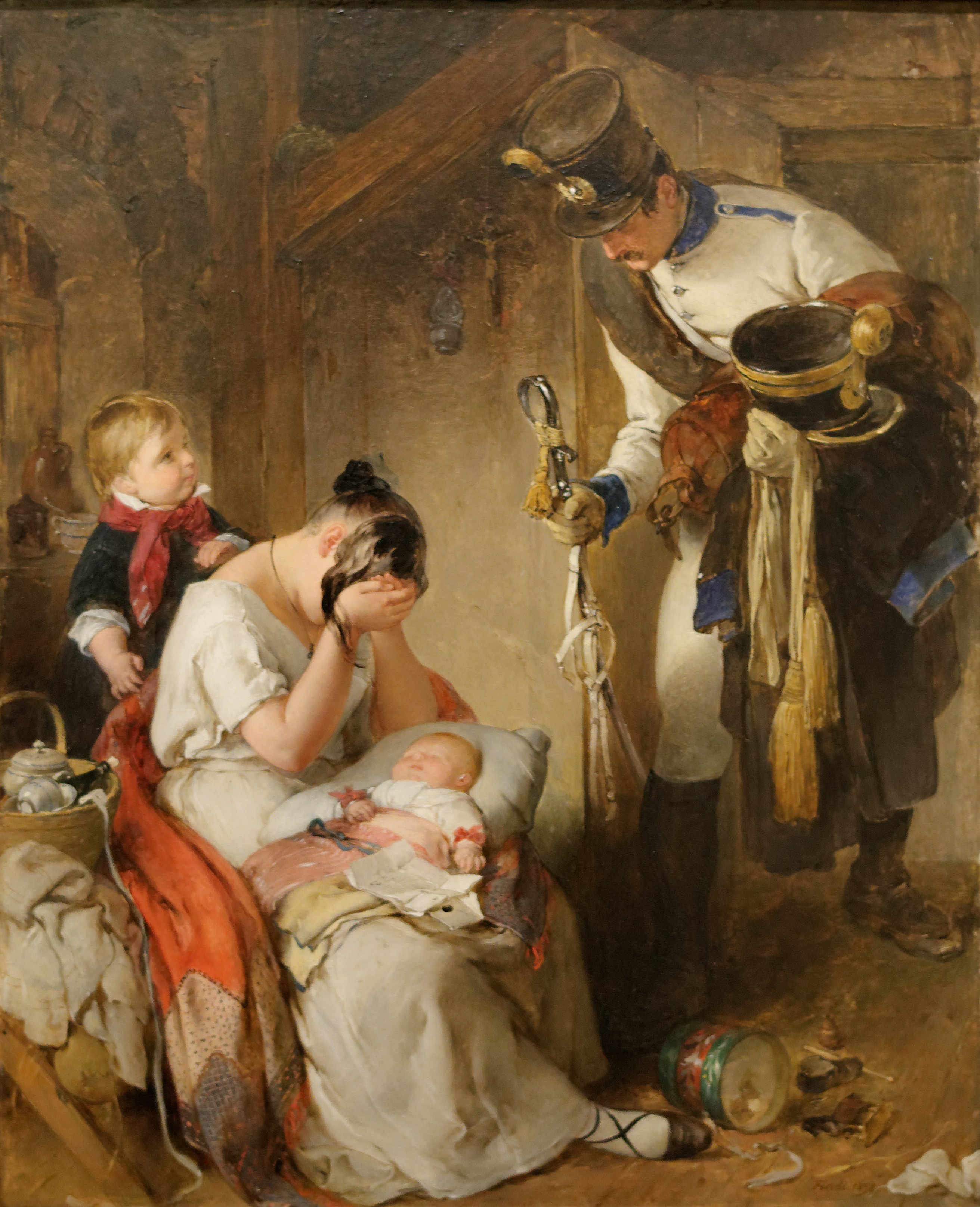
La Mauvaise Nouvelle, Peter Fendi (1838).

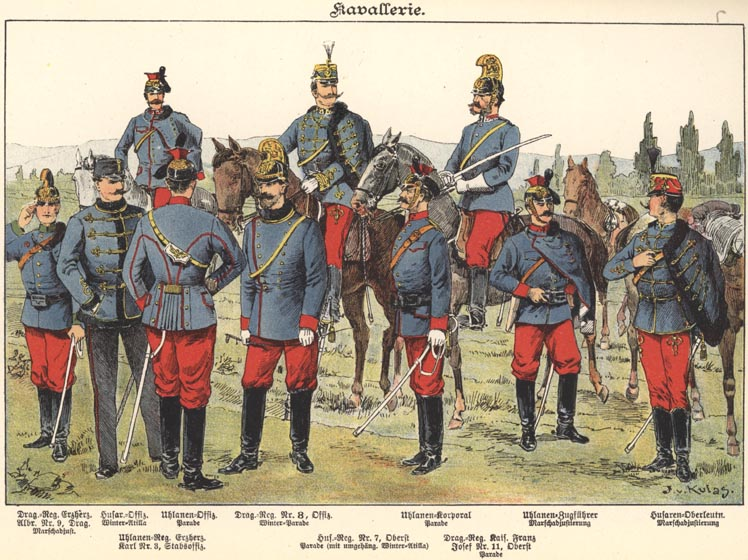
Cavalerie austro-hongroise, 1898.

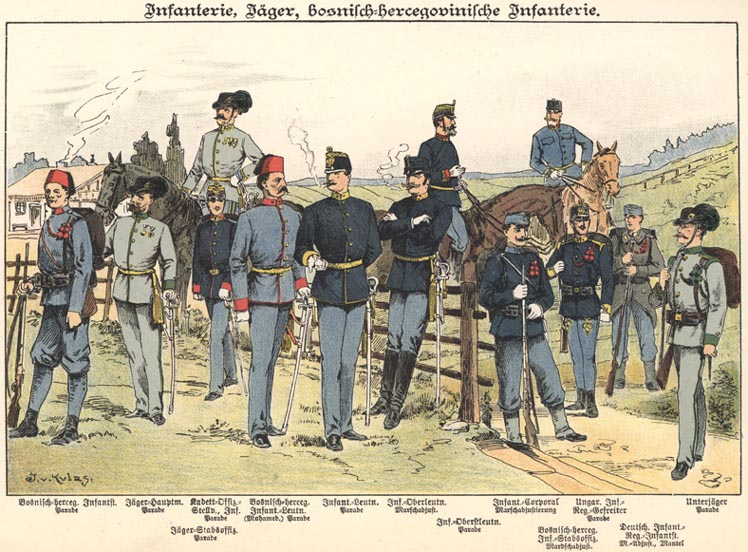
Infanterie austro-hongroise, 1898.

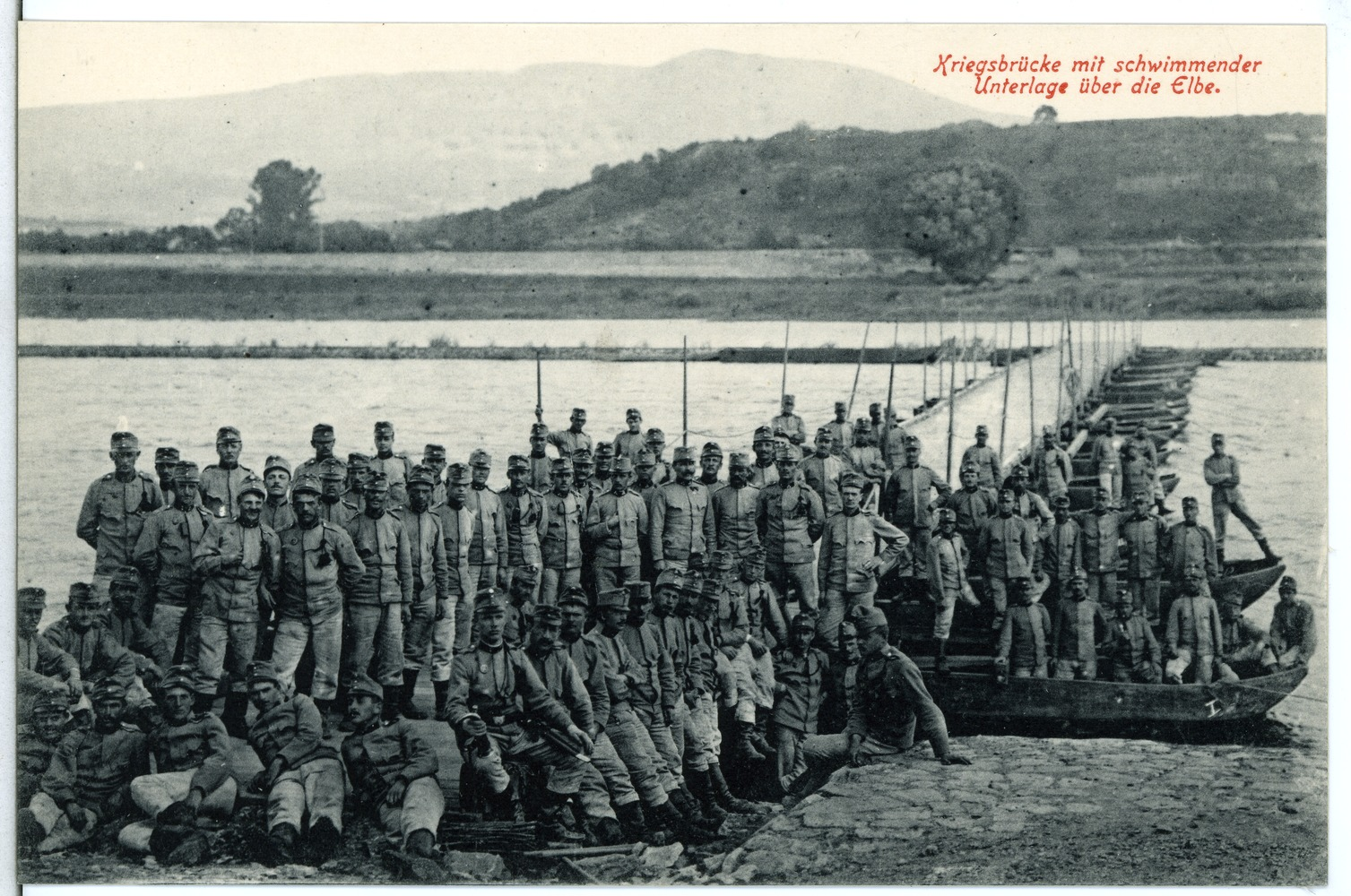
Exercice d'installation d'un pont de bateaux sur l'Elbe, 1910.

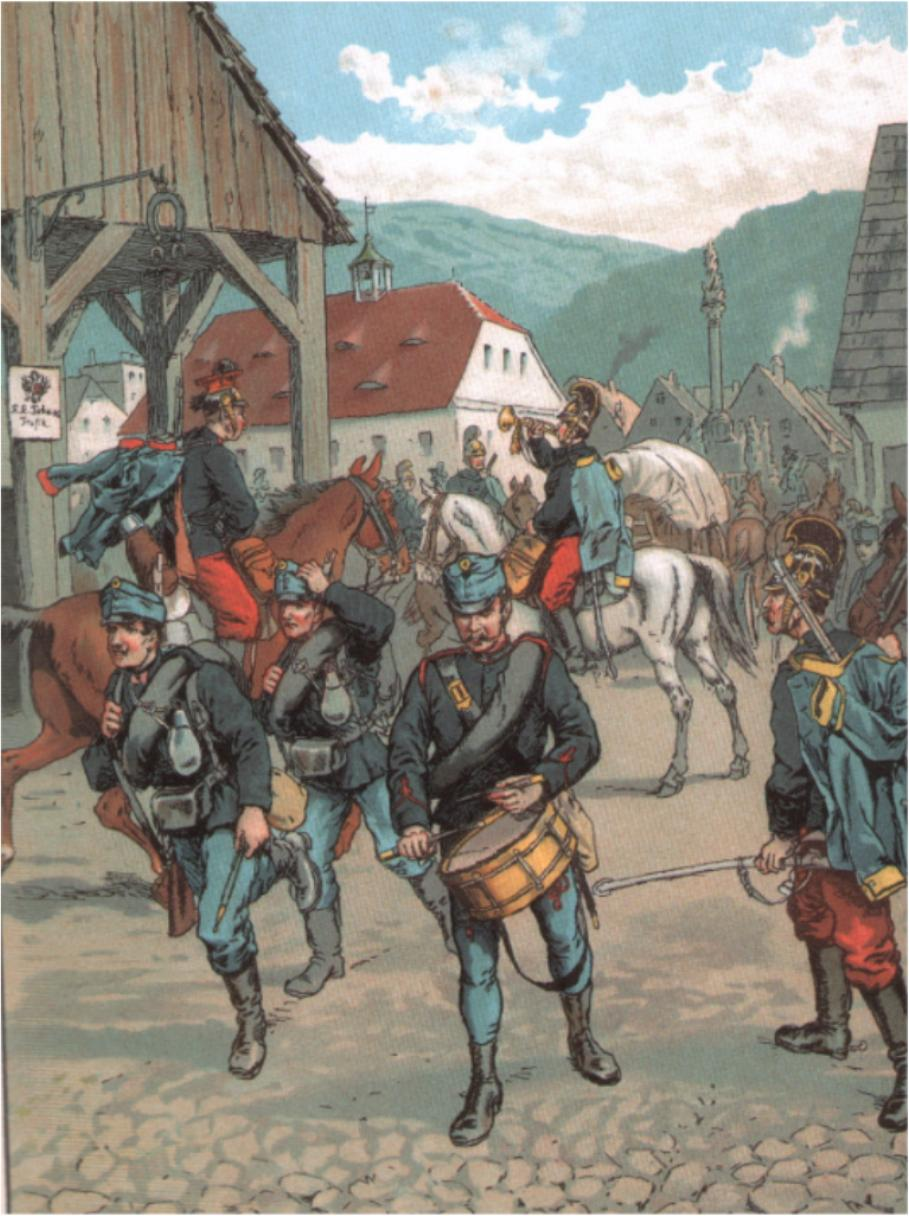
Exercice d'alerte, 1901.

## Organisation
L'une des particularités des forces armées austro-hongroises était de regrouper à la fois des troupes communes aux deux couronnes et des troupes nationales. Si la marine est exclusivement dite commune ou « k.u.k. » pour « kaiserlich und königlich », la distinction est particulièrement sensible au sein des forces terrestres. On y distingue en premier lieu les troupes incluant des contingents autrichiens ou hongrois, mais aussi ceux provenant de Bohême, de Croatie, puis à partir de 1878 des unités bosniaques, le tout constituant l'Armée commune (en allemand : Gemeinsame armee). En second lieu, il existe des armées de réserve, forces à vocation territoriale relevant de la couronne impériale et royale autrichienne, l'Armée territoriale impériale-royale autrichienne (kaiserlich-königliche Landwehr, k.k. Landwehr) sous les ordres du ministre de la guerre autrichien, ou relevant de l'Armée territoriale royale hongroise (en hongrois : Magyar Királyi Honvédség ou Honvéd, en allemand : königlich ungarische Landwehr, k.u. Landwehr) sous les ordres de son homologue hongrois.
À la veille de la Première Guerre mondiale les forces armées austro-hongroises pouvaient aligner 48 divisions d'infanterie et 11 divisions de cavalerie. La marine n'avait qu'une vocation régionale visant à disposer une liberté d'action dans la mer Adriatique. Elle comportait 12 cuirassés, 7 croiseurs, 55 torpilleurs et 6 sous-marins. L'aviation, balbutiante, ne comprenait qu'une quarantaine d'avions, 85 pilotes et 10 ballons d'observation.

## Dissolution
À l'issue de la Première Guerre mondiale, les différentes composantes des forces austro-hongroises constituent la base de plusieurs armées nationales comme les forces armées hongroises (Honvéd) et la Bundesheer autrichienne tandis que d'autres se créent autour des formations indépendantistes, légions tchécoslovaques et légions polonaises, constituées en grande partie de transfuges de l'armée austro-hongroise.